# جوناگلد

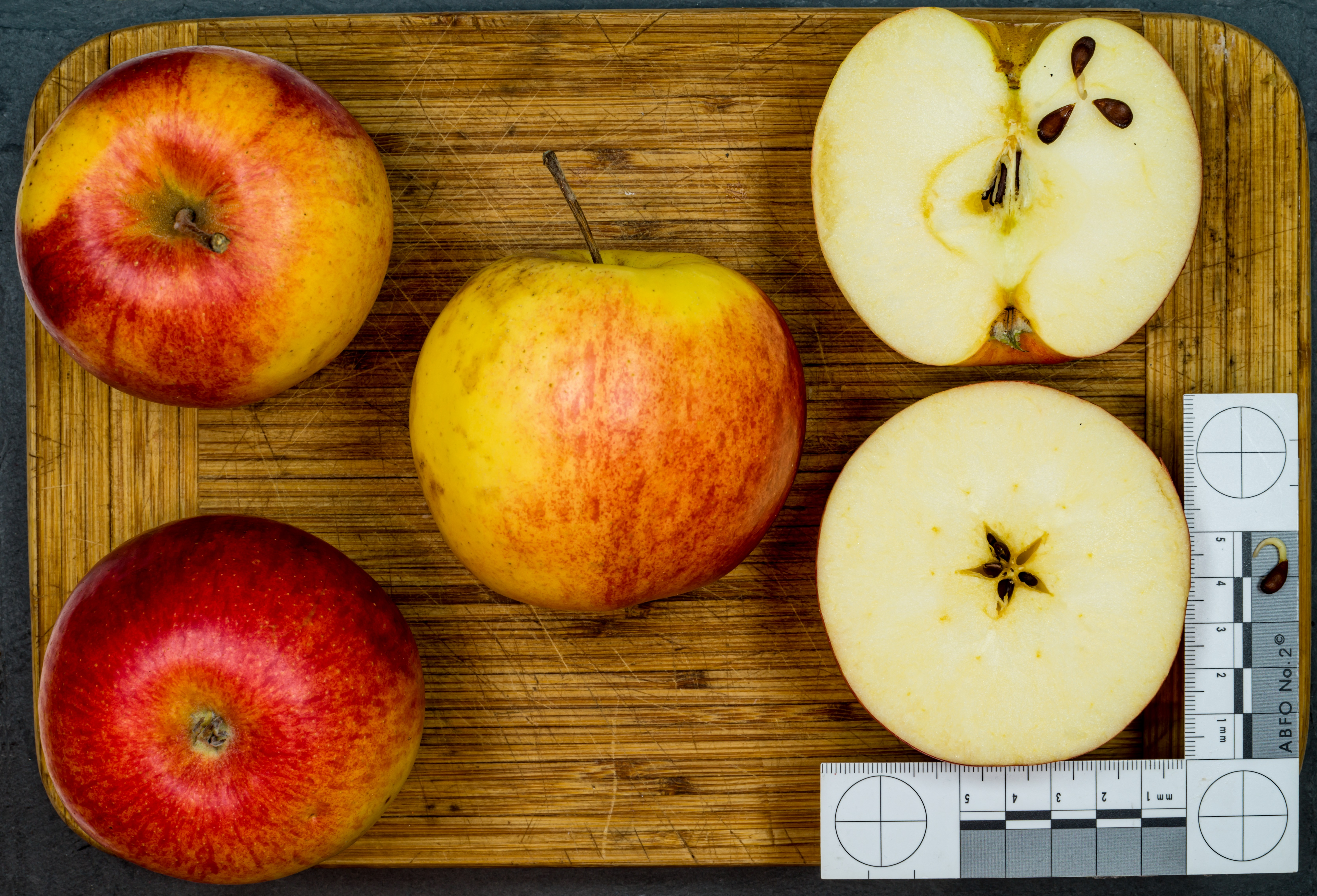
جوناگلد، نمای میوه و مقطع

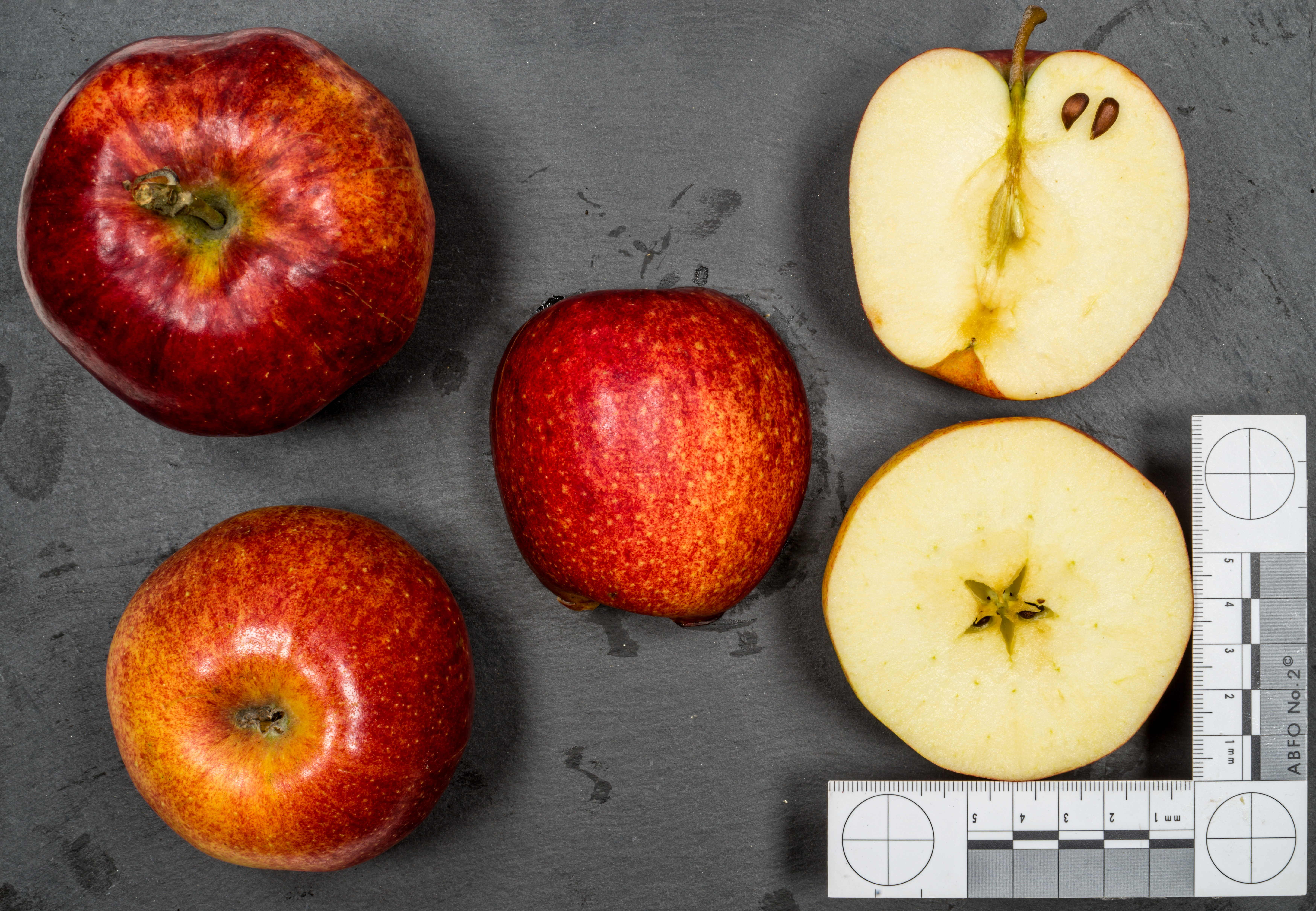
جهش جوناگلد، نمای میوه و مقطع

جوناگلد گونه ای از سیب‌های کشت شده (Malus domestica) است. همچنین به صورت تجاری با نام جهش یافته رنگی جوناگلد و با نام تجاری (پرنس سرخ- به دلیل گستره رنگ سرخ در این نوع سیب) Red Prince در دسترس است. جوناگلد از گلدن دلیشز و جاناتان در ایستگاه آزمایشی دانشگاه کورنل در جنوا، نیویورک، ایالات متحده آمریکا در سال ۱۹۴۳ پرورش یافت و در سال ۱۹۶۸ به فروش رفت.
جوناگلد یکی از شش گونه رایج سیب در جهان است. این گیاه بیشتر در شمال و شرق اروپا کاشته می‌شود. جهش‌یافته‌هایی با رنگ‌های قرمز مشخص مانند 'جونیکا'، 'کینگ'، 'جوناگلد'، 'Rubinstar', 'Novajo', 'Red Jonaprince' و 'Jomured' در کشت در اولویت هستند. برخی از این جهش یافته‌ها از نظر ظاهری با ظاهر معمولی جوناگلد تفاوت دارند و برخی دیگر تفاوت قابل ملاحظه‌ای ندارند.

## شرح

### میوه

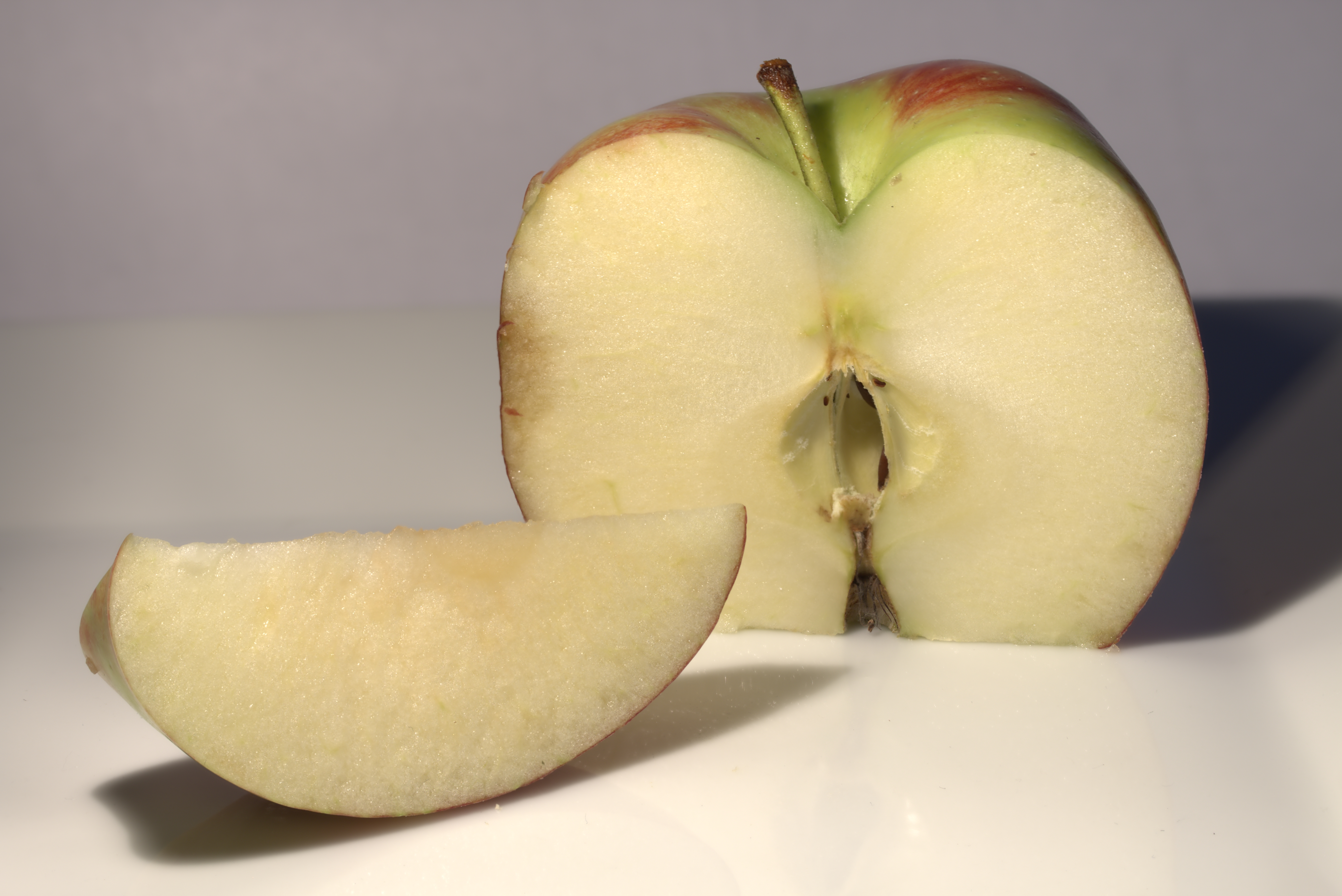
سیب یوناگلد ورقه شده

میوه‌ها بزرگ و کروی تا بلند هستند، شاخص ارتفاع-عرض آنها ۰٫۸۸ است. رنگ آنها زرد آفتابی، نارنجی-قرمز تا قرمز توت فرنگی روشن در سمت آفتابی است. عدس‌ها را می‌توان به صورت ستاره‌های قرمز یا نقاط روشن مشاهده کرد. کاسه گل متوسط است. ساقه آن متوسط ضخیم و بلند است. دانه‌ها به‌طور نامنظم تشکیل می‌شوند.
گوشت این نوع سیب، مایل به زرد رنگ، شل، کوتاه و آبدار است که بعداً نرم می‌شود. آنها را می‌توان از اکتبر خورد. طعم این نوع سیب آن شیرین مایل به میوه ای و کمی ترش است.
در سال‌های مخصوصاً مرطوب و پر محصول، سطح این رقم سیب می‌تواند لکه‌های تیره را نشان دهد. اینها به اصطلاح لکه‌های جاناتان هستند که از گونه مادری جاناتان به ارث رسیده‌اند. هیچ اختلالی در طعم بوجود نمی‌آورند.
محتوای قند و اسید متوسط تا زیاد است.
جوناگلد، همراه با گونه‌های سیب بربرن، گالا، زرد و اسمیت، به‌طور خاص در رابطه با گونه‌های دیگر به عنوان غیرقابل تحمل برای افراد مبتلا به آلرژی سیب ذکر شده‌است.

### درخت
گیاهان این درخت دارای یک ساقه قوی و نسبتاً باریک هستند. شاخساره‌ها بیشتر به صورت مسطح وارد می‌شوند، شاخه‌های بلند زیادی تشکیل می‌شوند. برگ‌ها درشت و پوکه ای شکل هستند. واریته آن دیر و طولانی گل می‌دهد و پربار است.

## کشت
تنوع مکان درکشت این نوع سیب وجود دارد ولی بیشتر مکان‌های گرم را ترجیح می‌دهد. خاک‌های حاصلخیز و عمیق را ترجیح می‌دهد. شکوفه‌ها و چوب‌ها نسبت به سرما حساس هستند. جوناگلد ماندگاری بسیار خوبی دارد. میوه‌ها به سختی توسط باد در معرض خطر هستند.
جوناگلد نسبتاً به سفیدک پودری، دلمه و شانکر درختان میوه حساس است و می‌تواند آلوده شود. به عنوان یک واریته تریپلوئید، درخت جوناگلد به عنوان اهداکننده گرده مناسب نیست.

## جهش یافته‌ها

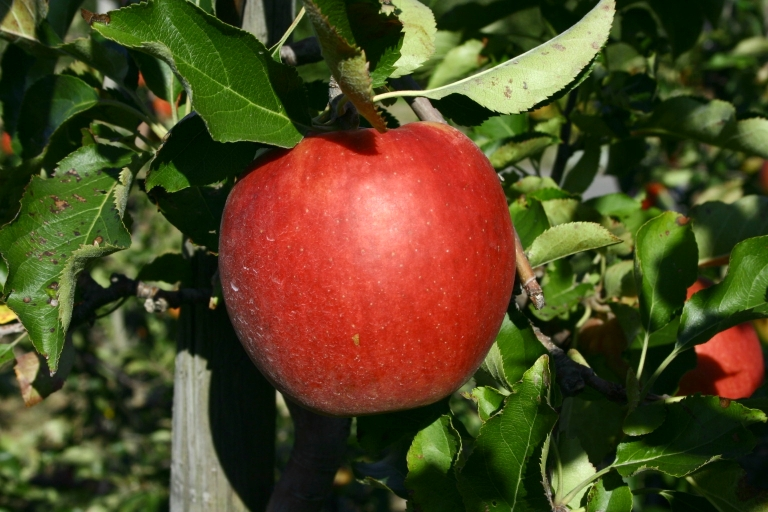
جوناگورد

جهش یافته سیب جوناگلد که رنگ قرمز گسترده‌تری نسبت به گونه اصلی دارد و با نام جوناگلد نیز فروخته می‌شود و Red Jonaprince (با نام تجاری پرنس سرخ) بسیار رایج هستند. جهش یافته‌های رایج نیز Novajo, Jonica و Wilmuta هستند. اینها رنگ قرمز روشن تری نسبت به فرم اصلی سیب دارند، اما بازدهی کمی نیز دارند.
مارنیکا جهش یافته با رنگ قرمز بسیار چشمگیرش مشخص می‌شود. به دلیل گوشت بسیار آبدار آن اغلب برای تهیه آب سیب استفاده می‌شود. به عنوان مثال، در آلمان، جهش یافته در باغ‌های شمال آلمان به دلیل عملکرد بالا کشت و تولید می‌شود.

## تجزیه و تحلیل
میانگین محتوای پلی فنل ۹۳۴ میلی‌گرم در لیتراست. پلی فنول‌ها برای سلامتی مفید هستند و می‌توانند مواد آلرژی زا در سیب را بی‌ضرر کنند. بسیاری از مبتلایان به آلرژی به این گونه به شدت واکنش نشان می‌دهد.

## لینک‌های وب
- توضیحات جوناگلد در وب سایت مشاوران پرورش میوه، باغ‌ها و چشم‌انداز در بادن-وورتمبرگ

## اسناد پشتیبانی
- رابرت سیلبرایزن: پنالتی در: هانس. J. Conert و همکاران. آ. (اد): گوستاو هگی. فلور مصور اروپای مرکزی. جلد ۴ قسمت 2B: اسپرماتوفیتا: Angiospermae: Dicotyledones 2 (3). روزاسه ۲. بلک ول 1995. شابک ۳-۸۲۶۳-۲۵۳۳-۸.
- گرهارد فردریش و هربرت پتزولد: کتابچه راهنمای انواع میوه، اولمر ورلاگ، اشتوتگارت ۲۰۰۵، ISBN 3-8001-4853-6.